# Plenotocepheus undatus
Plenotocepheus undatus är en kvalsterart som beskrevs av Sandór Mahunka 1974. Plenotocepheus undatus ingår i släktet Plenotocepheus och familjen Tetracondylidae. Inga underarter finns listade i Catalogue of Life.